# ون در گراف جنریتور
وَن دِر گراف جنرِیتور (انگلیسی: Van der Graaf Generator) گروه پراگرسیو راک انگلستانی است که سال ۱۹۶۷ توسط پیتر همیل و جاج اسمیت در منچستر شکل گرفت. این گروه جز در مقطع کوتاهی در اوایل دههٔ ۱۹۷۰، توفیق تجاری قابل توجهی پیدا نکرد اما به‌ویژه در ایتالیا محبوب بود و تورهای موسیقایی زیادی آنجا برگزار کرد.
وَن دِر گراف جنرِیتور به لحاظ موسیقایی و ترانه‌سرایی تم‌های تیره‌تری از سایر گروه‌های پراگرسیو دههٔ هفتادی (غیر از کینگ کریمسون که گیتارنوازش رابرت فریپ با این گروه نیز همکاری داشت) به اجرا می‌گذاشت و سولوهای گیتار گروه نیز خارج از قواعد مرسوم ژانر پراگرسیو بود. این گروه چند بار از هم پاشید و آخرین بار سال ۲۰۰۵ احیا شد و تا کنون به فعالیت ادامه می‌دهد.